# Longecourt-en-Plaine
Longecourt-en-Plaine település Franciaországban, Côte-d’Or megyében. Lakosainak száma 1185 fő (2022. január 1.). Longecourt-en-Plaine Thorey-en-Plaine, Aiserey, Échigey, Saulon-la-Chapelle, Izeure, Marliens és Tart községekkel határos.

## Népesség
A település népességének változása:
| Lakosok száma | 582  | 713  | 1023 | 1254 | 1204 | 1217 | 1228 | 1237 | 1220 | 1185 |
|               | 1968 | 1982 | 1990 | 2006 | 2013 | 2015 | 2017 | 2019 | 2020 | 2022 |